# Xixiangtang
Xixiangtang är ett stadsdistrikt i Nanning i den autonoma regionen Guangxi i sydligaste Kina.